# Hassan Ghazizadeh Hashemi
Seyyed Hassan Ghazizadeh Hashemi (in persiano سید حسن قاضی‌زاده هاشمی‎) (Fariman, 21 marzo 1959) è un politico e oculista iraniano, attuale Ministro della salute e dell'educazione medica.

## Biografia
Specializzato in chirurgia della cornea, è stato rettore della facoltà di scienze mediche dell'Università di Scienze Mediche di Teheran.